# تلا (مركز)
مركز تلا، هو مركز تابع لمحافظة المنوفية في جمهورية مصر العربية. قاعدته الإدارية مدينة تلا.

## جغرافيا
يقع مركز تلا في أقصى شمال غرب محافظة المنوفية، ويحده من الغرب فرع رشيد، ومركزي الشهداء وشبين الكوم من الجنوب، ومركز بركة السبع من الشرق، ويبلغ مساحته 204 كم مربع، أي 7.325% من جملة مساحة المحافظة.
يضم المركز سبع وحدات محلية قروية، وهي: بابل، كفر السكرية، زرقان، ميت أبو الكوم، طوخ دلكة، صفط جدام، كفر ربيع، وزاوية بمم. كما يتبعهم 42 قرية و 106 كفراً ونجعاً.

## التاريخ
في سنة 1280هـ/1863م، نظرًا لاتساع أراضي مديرية المنوفية وكثرة عدد سكانها، وخلو الجزء الشمالي الغربي منها من وجود قسم إداري تقرر تأسيس قسم جديد مقره يكون بلدة تلا باسم «قسم تلا» بعد اقتطاع عدد من قرى مديرية المنوفية وعدد من قرى مديرية الغربية القريبة من قسم تلا وضمها إلى هذا القسم. وفي سنة 1288هـ/1871م، تغيّر الاسم إلى «مركز تلا». وفي سنة 1942م، تم اقتطاع عدد من قرى المركز لإنشاء مركز الشهداء. وفي سنة 1955م، اقتطعت 5 قرى ضُمت لمركز طنطا، و7 قرى أخرى لمركز كفر الزيات. كما اقتطع عدد آخر سنة 1960م لإنشاء مركز بركة السبع.

## السكان
بلغ عدد سكان مركز تلا 310,607 نسمة عام 2006.